# Caudiès-de-Fenouillèdes
Caudiès-de-Fenouillèdes er en by og kommune i departementet Pyrénées-Orientales i Sydfrankrig.

## Geografi
Caudiès ligger i landskabet Fenouillèdes 53 km vest for Perpignan. Nærmeste byer er mod vest Lapradelle-Puilaurens (6 km) og mod øst Saint-Paul-de-Fenouillet (11 km).

## Demografi

### Udvikling i folketal
| 1962                                                              | 1968 | 1975 | 1982 | 1990 | 1999 | 2007 | 2011 | 2017 |
| ----------------------------------------------------------------- | ---- | ---- | ---- | ---- | ---- | ---- | ---- | ---- |
| 821                                                               | 792  | 677  | 618  | 580  | 598  | 586  | 634  | 618  |
| Tal fra og med 1962 er uden dobbelttælling (sans doubles comptes) |      |      |      |      |      |      |      |      |